# 何塞·布雷
何塞·布雷（José Bray，1964年12月23日—），是一名已经退役的法国黑人足球运动员，场上司职后卫。他曾经效力于法甲里尔队。1996年，他曾与法国著名国脚克里斯蒂安·佩雷斯一起到中国甲A联赛上海申花效力。1998年退役。